# Robert Kovač
Robert Kovač (Berlín Oeste, Alemania Occidental, 6 de abril de 1974) es un exfutbolista croata. Se desempeñaba en la posición de defensa. Es hermano menor y actual asistente técnico de Niko Kovač en el Borussia Dortmund de Alemania.

## Selección nacional
Fue internacional con la selección de fútbol de Croacia en 84 ocasiones. Debutó el 28 de abril de 1999, en un encuentro amistoso ante la selección de Italia que finalizó con marcador de 0-0.

### Participaciones en Copas del Mundo
| Mundial                        | Sede                  | Resultado    |
| ------------------------------ | --------------------- | ------------ |
| Copa Mundial de Fútbol de 2002 | Corea del Sur y Japón | Primera fase |
| Copa Mundial de Fútbol de 2006 | Alemania              | Primera fase |

### Participaciones en Eurocopas
| Eurocopa      | Sede            | Resultado        |
| ------------- | --------------- | ---------------- |
| Eurocopa 2004 | Portugal        | Primera fase     |
| Eurocopa 2008 | Austria y Suiza | Cuartos de final |

## Clubes
| Club              | País     | Año         |
| ----------------- | -------- | ----------- |
| Hertha Zehlendorf | Alemania | 1991 - 1995 |
| F. C. Núremberg   | Alemania | 1995 - 1996 |
| Bayer Leverkusen  | Alemania | 1996 - 2001 |
| Bayern Múnich     | Alemania | 2001 - 2005 |
| Juventus F. C.    | Italia   | 2005 - 2007 |
| Borussia Dortmund | Alemania | 2007 - 2008 |
| Dinamo Zagreb     | Croacia  | 2008 - 2010 |

## Palmarés

### Campeonatos nacionales
| Título                      | Club           | País     | Año     |
| --------------------------- | -------------- | -------- | ------- |
| Bundesliga                  | Bayern Múnich  | Alemania | 2002-03 |
| Copa de Alemania            | Bayern Múnich  | Alemania | 2002-03 |
| Copa de la Liga de Alemania | Bayern Múnich  | Alemania | 2004    |
| Bundesliga                  | Bayern Múnich  | Alemania | 2004-05 |
| Copa de Alemania            | Bayern Múnich  | Alemania | 2004-05 |
| Serie B                     | Juventus F. C. | Italia   | 2006-07 |
| Prva HNL                    | Dinamo Zagreb  | Croacia  | 2008-09 |
| Copa de Croacia             | Dinamo Zagreb  | Croacia  | 2008-09 |

### Copas internacionales
| Título                | Club          | País     | Año  |
| --------------------- | ------------- | -------- | ---- |
| Copa Intercontinental | Bayern Múnich | Alemania | 2001 |